# Poesiomat (Prášily)
Poesiomat v Prášilech v okrese Klatovy stojí u dochovaných základů kostela svatého Prokopa.

## Historie
Poesiomat byl zprovozněn v létě 2022 a s jeho umístěním pomohl Česko-německý fond budoucnosti. Česky a německy si lze poslechnout ukázky z Krále Šumavy, Řivnáčova průvodce po Šumavě, Legendy o svatém Prokopu nebo knihy V ráji Šumavském od Karla Klostermanna.
Další poesiomaty v českém pohraničí jsou ve Šitboři, Vrchní Orlici, Horní Polici, Olešné, Skocích a na kalvárii u Ostré.